# Oranjerie

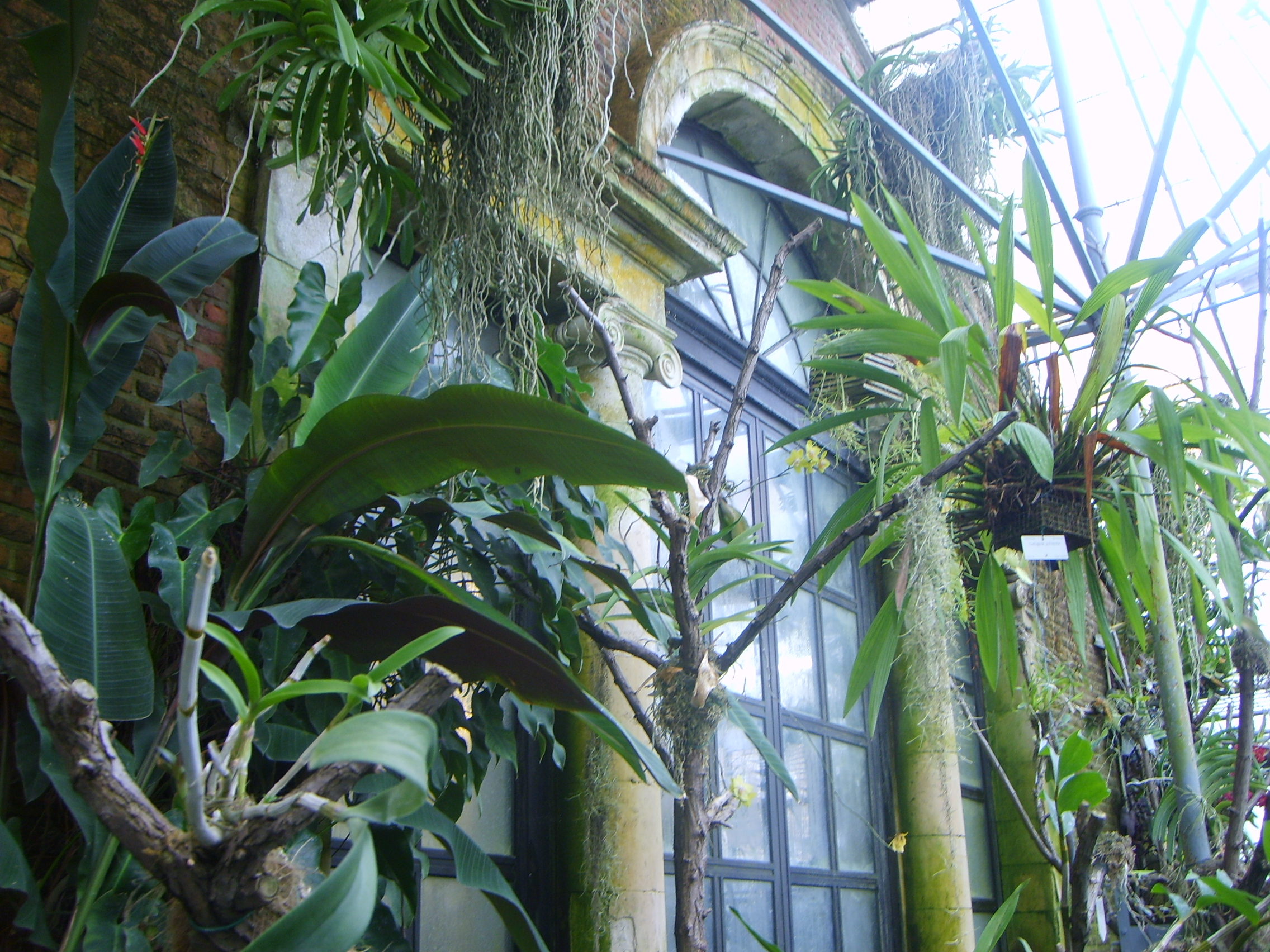
Oranjerie van de Leuvense botanische tuin

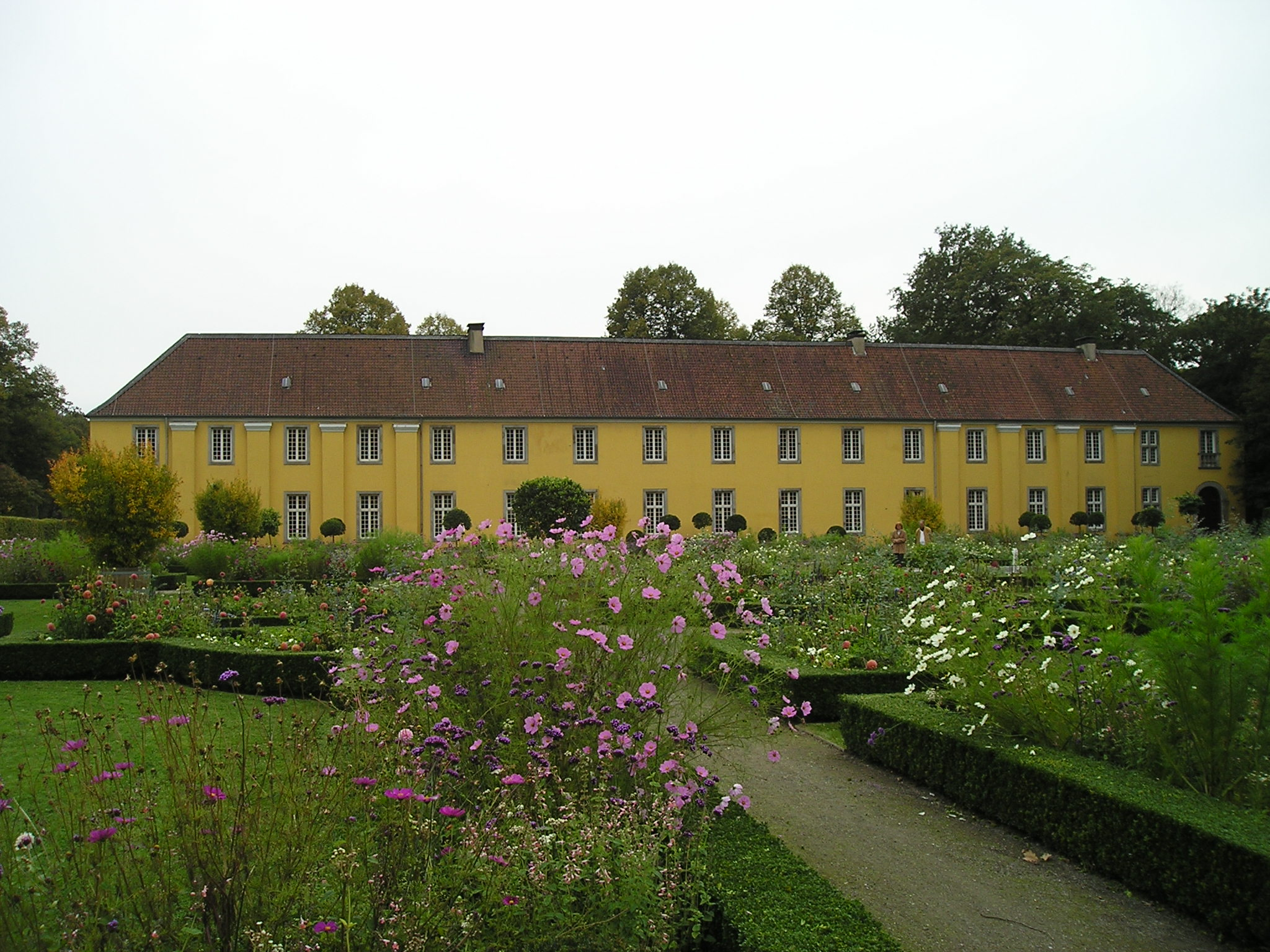
Oranjerie in Düsseldorf-Benrath

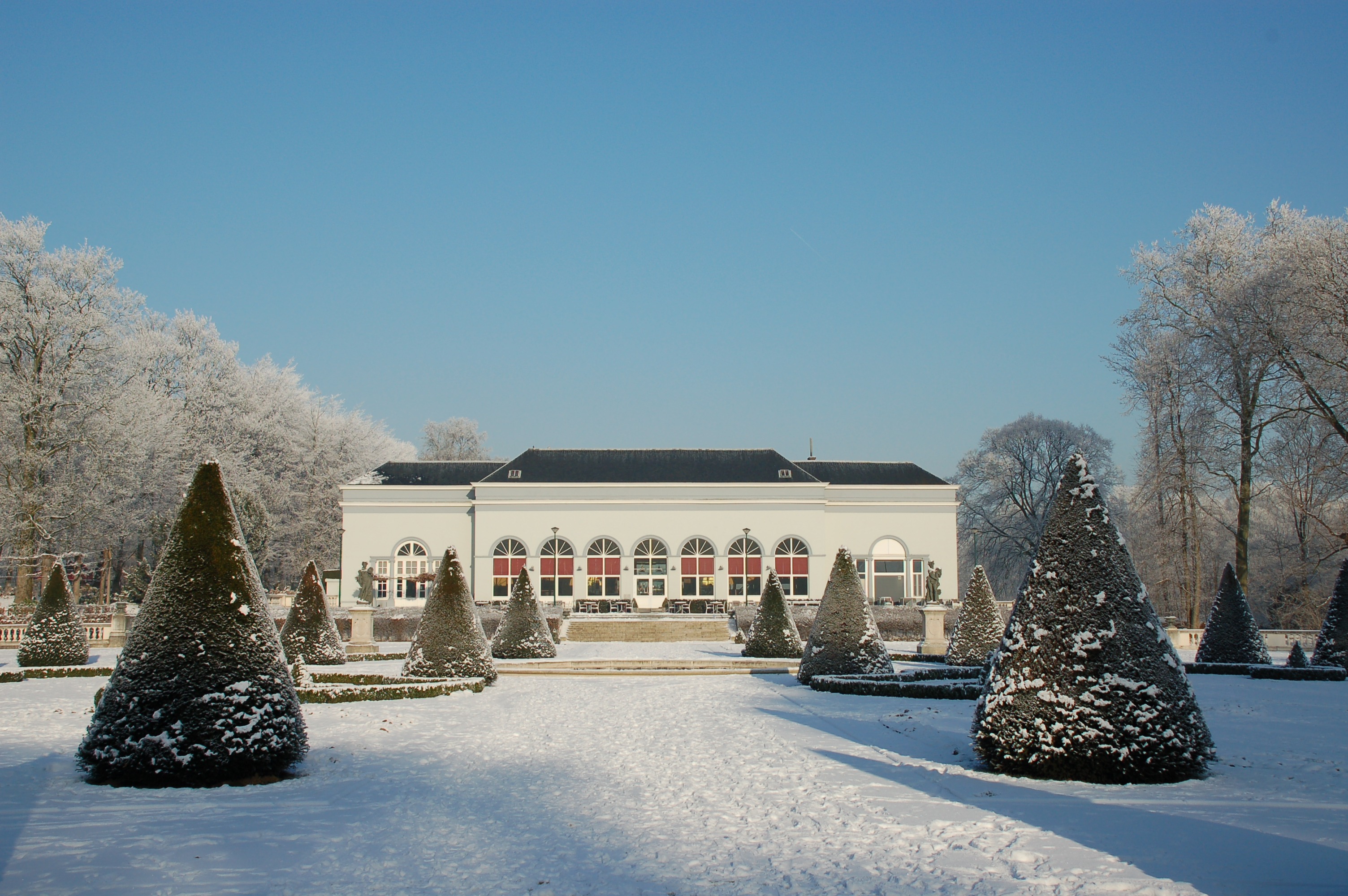
Franse tuin met oranjerie in de winter, Domein Drie Fonteinen

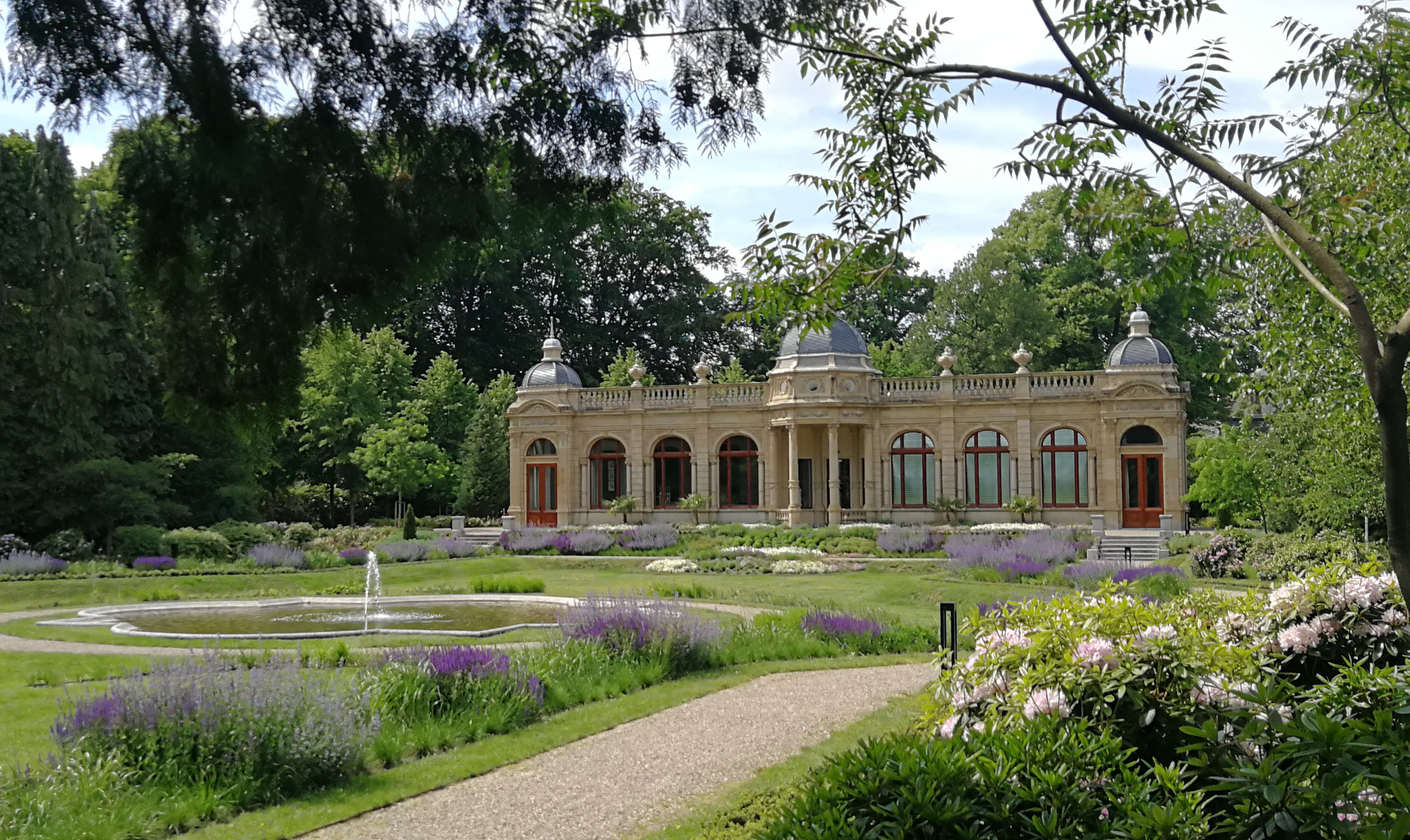
Oranjerie op Hydepark te Doorn

Een oranjerie, orangerie of wintertuin (van het Franse oranger: sinaasappelboom) is een gebouw waar men 's winters de kuipplanten bewaart, die 's zomers buiten staan.
Een oranjerie werd gebouwd om te kunnen pronken met de dure en exotische bomen die uit verre landen en kolonies werden overgebracht. Vanwege het klimaat is het in Noord-Europa niet mogelijk buitenshuis tropische of subtropische planten en bomen te houden. Deze worden daarom in kuipen geplant, zodat ze in de winterperiode binnen kunnen worden gezet. Hiervoor werden speciale opstallen gebouwd. Voor andere bomen werden dan weer grote serres en palmenhuizen gebouwd. Deze gebouwen dateren doorgaans uit de 17e, 18e en 19e eeuw.

## Enkele bekende oranjerieën
- oranjerie van de Franse tuin van het kasteel van Versailles, zie oranjerie van het kasteel van Versailles
- oranjerie van het kasteel van Laken
- oranjerie van de landcommanderij Alden Biesen te Rijkhoven, Bilzen
- oranjerie van het kasteel van Hof ter Saksen
- oranjerie van Schloss Schönbrunn
- oranjerie van de Leuvense botanische tuin
- oranjerie van de Hortus botanicus Leiden
- oranjerie in Düsseldorf-Benrath
- oranjerie van het kasteel van Freÿr, de oudste van de Lage Landen
- oranjerie van kasteel Sandenburg, gebruikt als uitspraaklocatie in De Rijdende Rechter

## Oranjerieën in Nederland
In Nederland kwam de oranjeriecultuur op gang rond het midden van de zeventiende eeuw, na het sluiten van de Westfaalse vrede in 1648. De Nederlandse elite kende een rijke tuincultuur, met in de regel een classicistische, symmetrische tuin. In deze formele tuinaanleg werden aanvankelijk met name citrusboompjes uit het Middellandse Zeegebied opgenomen, veelal opgesteld in rijen. Om deze te laten overwinteren werd een oranjerie ontwikkeld met dikke muren. Latere versie kregen steeds meer ramen op het zuiden en in de winter een kacheltje om de ergste kou tegen te gaan. In de loop van de achttiende eeuw werd het verwarmingssysteem verbeterd en kon de oranjerie constant op een minimale temperatuur worden gehouden, waardoor tropische planten zoals palmen konden overwinteren.
In de negentiende eeuw, vooral na 1860, was er een hernieuwde belangstelling voor de oranjerie in Nederland. Waar het in de zeventiende en achttiende eeuw ging om het zeldzame en exotische te verzamelen en te tonen, was het in de negentiende eeuw vaker de bedoeling dat de exotische planten als decoratie onderdeel van de tuinaanleg vormden. De formele tuinaanleg maakte in deze eeuw in hoog tempo plaats voor de landschapstuin met mooie doorkijkjes en verrassende plantengroepen. Veel buitenplaatsen werden aangelegd door kooplieden die rijk waren geworden in de Nederlandse koloniën, en de bladerpracht van de tropen in hun Nederlandse tuin wilden verwerken.
De oranjerie zelf ontwikkelde zich van een praktisch gebouw steeds meer tot decoratief element in de tuin of het park. Soms overtrof de oranjerie zelfs het (oudere) hoofdhuis in de rijkdom van de decoratie, zoals bijvoorbeeld bij Elswout. Niet zelden was het ontwerp dan ook van de hand van dezelfde architect als de tuin, zoals door J.D. Zocher en Leonard Springer, die ook de twee beroemdste Nederlandse vertegenwoordigers van de landschapsstijl waren.
Na 1890 was de bloeitijd van de oranjerie voorbij. Een van de laatste ‘historische’ oranjerieën die werden aangelegd, was die van Nyenrode in 1910. Met name vanaf de jaren ’30 werd als gevolg van de economische crisis en de steeds verder toenemende belastingdruk het steeds moeilijker om kastelen en buitenplaatsen te onderhouden. Velen werden verkocht aan organisaties zoals Natuurmonumenten, of in stichtingen ondergebracht. De Tweede Wereldoorlog gaf voor veel buitenplaatsen met oranjerie de genadeklap. Landhuizen werden voor allerlei doeleinden gevorderd, en het bleek moeilijk om de oranjerieën te blijven stoken en de planten te onderhouden.
In 1991 publiceerde Erik Geytenbeek, de eigenaar van Hindersteyn, een overzichtswerk met daarin alle Nederlandse oranjerieën die hij op dat moment met veel moeite had kunnen vinden. Een groot deel van de gebouwen bevond zich inmiddels in een deplorabele staat. Vaak waren ze omgevormd tot woonhuizen, gymzalen of ateliers, waarbij veel originele bouwelementen waren verdwenen of beschadigd. Al met al kwam hij op een lijst van zo’n 90 oranjerieën, waarvan er op dat moment nog een twintigtal daadwerkelijk in gebruik waren als oranjerie. Ondertussen is er sinds begin eenentwintigste eeuw sprake van een duidelijke herwaardering, en zijn veel oranjerieën gerestaureerd (bijvoorbeeld Dordwijk), of zelfs compleet herbouwd (Ruurlo, De Schaffelaar). Anno 2020 verkeert slechts een enkele nog in ernstig verwaarloosde staat (Weizigt, Schoonoord). Restauratie gaat doorgaans gepaard met herbestemming, slechts in een enkel voorbeeld (Kasteel Rosendael) is een historische oranjerie weer opgebouwd en wordt deze (onder andere) gebruikt voor het overwinteren van planten.
Sinds het overzicht van Geytenbeek zijn enkele oranjerieën weer herbouwd, en zijn enkele onherkenbaar verbouwde, historische oranjerieën weer in beeld gekomen. Daardoor komt het aantal historische Nederlandse oranjerieën op zo’n 100. Zie het overzicht hieronder, dat mogelijk nog niet compleet is.
Enkele opmerkelijke Nederlandse oranjerieën zijn:
- de oranjerie van de Hortus in Leiden, de oudste nog bestaande van Nederland (1740-1744)
- Twickel, nog altijd als oranjerie in gebruik
- Hydepark, bijzonder rijke bouwwijze
- Elswout, bijzonder rijke bouwwijze
- Schaffelaar (herbouw van bijzondere negentiende-eeuwse oranjerie)
- Maarsbergen, vanwege de eigenzinnige vormgeving
- Rosorum, eveneens vanwege de ongebruikelijke vormgeving (gelegen op een verdieping)
- Nyenrode, vanwege de bijzondere bouwstijl (afgeronde hoeken en dak) en als mogelijk de laatste ‘historische’ oranjerie, gebouwd in 1910.

### Overzicht Nederlandse oranjerieën per provincie
Friesland
- Herema State
- Oranjestein

Gelderland
- Bingerden
- Wielbergen
- Het Loo
- Warnsborn · Afbeelding
- Lichtenbeek
- Mariëndaal · Afbeelding
- Zypendaal
- Sonsbeek (verdwenen)
- Rosorum
- Groot Engelenburg · Afbeelding
- Klein Engelenburg
- Rhienderenstein
- Breeden Enk[2]
- Landgoed Schaffelaar · Afbeelding (herbouw)
- Ter Horst (Loenen) · Afbeelding
- Enghuizen (Hummelo) · Afbeelding
- ’t Joppe
- De Voorst
- Verwolde
- Ampsen
- Java
- Hemelsche Berg
- Oldenaller
- Vanenburg
- Kruishorst
- Gelderse toren
- Staverden
- Middachten
- Rhederoord
- Kasteel Ruurlo

Groningen
- Fraeylemaborg

Limburg
- Amstenrade

Noord-Brabant
- Mattemburgh
- Kasteel Heeswijk

Noord-Holland
- Hartekamp
- Hilverbeek
- Jagtlust (’s-Graveland)
- Schaep en Burgh
- Vlietsorgh
- Huis te Manpad
- Duinlust
- Elswout
- Vaart en Duin
- Velserbeek

Overijssel
- Twickel · Afbeelding
- Nijenhuis
- Almelo
- Rechteren
- Warmelo
- Weldam
- Schoonheten
- Eerde

Utrecht
- Groeneveld (Baarn), zie Oranjerie van kasteel Groeneveld
- Huis Schoonoord, zie Oranjerie Schoonoord
- Maarsbergen · Afbeelding
- Vollenhoven
- Kasteel Amerongen
- Nimmerdor
- Benthuijs, zie Oranjerie van Villa 't Benthuijs
- Wintertuin Cantonspark Baarn
- Paleis Soestdijk, zie Oranjerie van Paleis Soestdijk
- Oostbroek
- Gunterstein
- Nijenrode
- Queeckhoven
- Hardenbroek
- Aerdenburg
- Huis Doorn
- Hydepark (Doorn)
- Bornia
- Dennenburg
- De Horst
- Leeuwenburg
- Sparrendaal
- Sterkenburg
- Hindersteyn
- Sandenburg
- Broekhuizen
- Maarsbergen
- Goudestein
- Herteveld
- Vechtoever
- Over-Holland
- Zuylen
- Huis Zuylenstein · Afbeelding
- Oude Hortus (Utrecht)
- Choisy
- Hoog Beek en Rooyen
- Landgoed Persijn (Maartensdijk)
- Larenberg

Zeeland
- Kasteel Westhove · Afbeelding
- Zeeduin
- Ter Hooge

Zuid-Holland
- Landgoed Dordwijk · Afbeelding
- Hortus botanicus Leiden
- Vreugd en Rust
- Berbice · Afbeelding
- De Horsten
- Huys te Warmont
- Duinrell
- Weizigt